# ألان غيليلاند
ألان غيليلاند هو ملحن كندي، ولد في 1965 في Darvel ‏ في المملكة المتحدة.

## وصلات خارجية
- ألان غيليلاند على موقع ميوزك برينز (الإنجليزية)